# I mondi sommersi
I mondi sommersi (Les mondes engloutis) è una serie televisiva d'animazione francese.

## Personaggi
- Yves-Marie Maurin: Spartakus
- Jeannine Forney: Arkana
- Amandine Rajau: Rebecca
- Louis Arbessier: Shag-Shag
- Marc Moro: Maxagas
- Claude Dasset: Seskapile, Bic
- Jacques Deschamps: Mattymatte, Arkshag
- Michel Vocoret: Ringnar
- Francis Lax: Bic
- Philippe Clair: Bac
- Perrette Pradier: Massmedia
- Jean Negroni: voce narrante

### Versione in lingua italiana[1]
- Romano Malaspina: Spartakus
- Silvana Sodo: Arkana
- Federica De Bortoli: Rebecca
- Stefano Onofri: Bob
- Mario Feliciani: Shag Shag
- Daniela Gatti: Massmedia
- Stefano Masciarelli: Maxagas
- Vittorio Di Prima: Voce narrante